# Eiszeit (альбом)
Eiszeit (с нем. — «Ледниковый период») — четвёртый студийный альбом немецкой рок-группы Eisbrecher, выпущенный 16 апреля 2010 года в Германии и 1 июня 2010 года в США. Альбом был выпущен в трех изданиях: стандартном (содержит 10 песен), делюкс (содержит 10 песен со стандартного альбома, а также 1 бонус-трек и 2 ремикса) и лимитированном (содержит делюкс-издание и 3 видео с концерта в Штутгарте 2009 года.

## Список композиций
| №   | Название                         | Перевод                | Длительность |
| --- | -------------------------------- | ---------------------- | ------------ |
| 1.  | «Böse Mädchen»                   | Плохие девчонки        | 3:55         |
| 2.  | «Eiszeit»                        | Ледниковый период      | 3:40         |
| 3.  | «Bombe»                          | Бомба                  | 3:11         |
| 4.  | «Gothkiller (feat. Rob Vitacca)» | Жестокий убийца        | 3:50         |
| 5.  | «Die Engel»                      | Ангел                  | 3:36         |
| 6.  | «Segne deinen Schmerz»           | Благословляю твою боль | 4:19         |
| 7.  | «Amok»                           | Безумство              | 3:55         |
| 8.  | «Dein Weg»                       | Твой путь              | 3:46         |
| 9.  | «Supermodel»                     | Супермодель            | 3:35         |
| 10. | «Der Hauch des Lebens»           | Дыхание жизни          | 4:09         |

### Дополнение Deluxe Edition
| №   | Название                         | Перевод                         | Длительность |
| --- | -------------------------------- | ------------------------------- | ------------ |
| 11. | «Kein Wunder»                    | Ничего удивительного            | 4:51         |
| 12. | «Amok (Renegade Of Noise Remix)» | Амок (Renegade Of Noise Ремикс) | 5:42         |
| 13. | «Schwarze Witwe (TLP Remix)»     | Черная вдова (TLP Ремикс)       | 3:52         |

### Bonus DVD
| №  | Название                          | Длительность |
| -- | --------------------------------- | ------------ |
| 1. | «Vergissmeinnicht – Live (Bonus)» | 3:59         |
| 2. | «Leider – Live (Bonus)»           | 4:10         |
| 3. | «Heilig – Live (Bonus)»           | 5:01         |

## Участники записи
- Александр «Alexx» Вессельски — вокал
- Йохен «Noel Pix» Зайберт — гитара, программирование
- Хеннинг Ферлаге — клавишные
- Мак «Максиматор» Шуар — клавишные

## Чарты
- Германия — #5
- Австрия — #34
- Швейцария — #76
- European Top 100 Albums — #25